# Mark Johnson (lekkoatleta)
Mark Wesley Johnson (ur. 24 listopada 1983) – amerykański lekkoatleta, skoczek o tyczce. Od 28 czerwca 2011 reprezentuje Islandię (od 27 czerwca 2012 może reprezentować ten kraj w międzynarodowych zawodach).
Wielokrotny mistrz Islandii, reprezentant kraju w drużynowych mistrzostwach Europy (3. lokata w zawodach trzeciej ligi w 2013).
Brązowy medalista igrzysk małych państw Europy (2013).

## Rekordy życiowe
- Skok o tyczce – 5,50 (2009)[2]